# 바버라 앤더슨

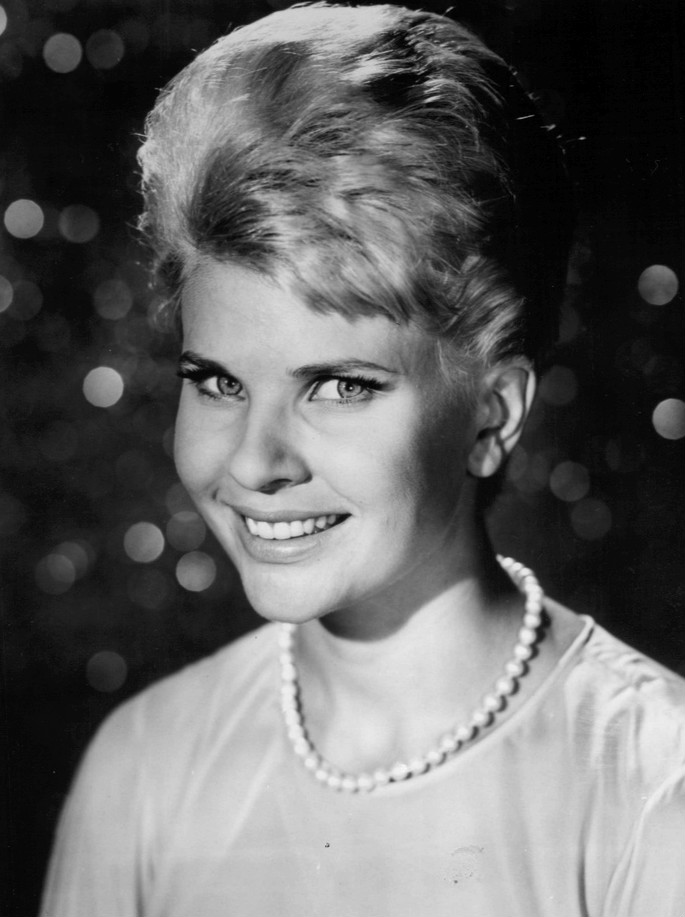

바버라 앤더슨(Barbara Anderson, 1945년 11월 27일 ~ )은 미국의 배우이다.
브루클린에서 태어났다.

## 출연 작품

### 텔레비전
- 아이언사이드 (1967-71)
- 제6지대 (1972)
- 원더우먼 (1977)